# Assassin's Creed (boekenserie)
Assassin's Creed is een boekenserie geschreven door Oliver Bowden. De reeks speelt zich af in het universum van de gelijknamige computerspelserie. De boeken volgen diverse Assassijnen die betrokken raken bij de oorlog met de Tempeliers.